# Хомалозои
Хомалозо́и (лат. Homalozoa) — группа вымерших палеозойских иглокожих, которую раньше считали подтипом. Иногда её называют Carpoida.

## Описание
У хомалозоев отсутствует характерное для иглокожих разделение тела на пять частей. Напротив, представители этой группы имеют асимметричную, неправильную форму, значительно отличающуюся у разных родов. Все Homalozoa во взрослом состоянии не были способны к перемещению.
Тело (тека) покрыто кальцитовыми пластинами с несколькими отверстиями. Из-за необычной формы тела некоторых представителей назначение многих отверстий остаётся неизвестным (иногда невозможно определить местоположение рта и ануса). Многие из них могли переползать по дну подобно морским лилиям, при этом рот и анус находились на переднем конце тела. Некоторые формы, например Stylophora, лежали на морском дне.
У ряда животных единственный луч имел амбулакральный канал.
Утверждается, что некоторые роды имели жабры и жаберные щели.

## Систематика
Хомалозои традиционно считались одной из базальных групп иглокожих, но иногда классифицировались в качестве примитивных хордовых. В последнее время Homalozoa принято классифицировать как иглокожих, в частности, из-за наличия стереомового кальцитового внешнего скелета.

### Классификация
В группу включают 4 вымерших класса и 5 отрядов:
- Класс Ctenocystoidea Robison & Sprinkle, 1969 — Ктеноцистоидеи
  - Отряд Ctenocystida Robison & Sprinkle, 1969
- Класс Homoiostelea — Гомойостелеи
  - Отряд Soluta Jaekel, 1901 — Солюты
- Класс Homostelea — Гомостелеи
  - Отряд Cincta Jaekel, 1918 — Цинкты
- Класс Stylophora Gill & Caster, 1960 — Стилофоры
  - Отряд Cornuta Jaekel, 1901
  - Отряд Mitrata Jaekel, 1918

С 2000 года большинство систематиков признают группу полифилетической: стилофоры отнесены к Crinozoa (группа, включающая в себя морских лилий), а гомойостелеи, гомостелеи и ктеноцистоидеи классифицируются как шаровики.

### Гомойостелеи
В отличие от многих других иглокожих, гомойостелеи не имеют радиальной симметрии.
Они имели плоское тело неправильной формы, покрытое кальцитовыми пластинами длиной около 10 см. Тело имело два придатка, один из которых интерпретируется как хватательная конечность, а другой — как основание для трубчатой ножки для передвижения по дну.